# Marceline Desbordes-Valmorová

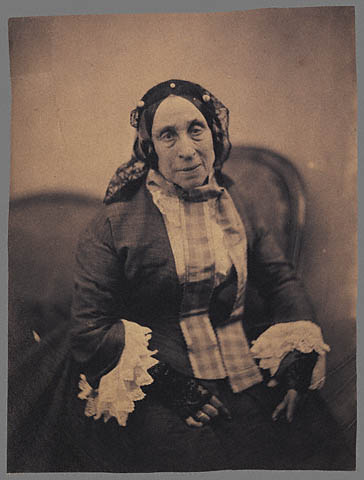
Marceline Debordes-Valmore (cca 1854)

Marceline Desbordes-Valmorová (20. června 1786, Douai, Francie – 23. července 1859, Paříž) byla francouzská básnířka. Její dílo vyniká ryzostí citu, hudebností a živelnou představivostí a vymyká se jakémukoli pojmu literární školy. Jako jediná žena patřila mezi prokleté básníky. Životem se protloukala nuzně ve starostech o svých pět dětí a manžela, neúspěšného herce. To vneslo do její poezie teskný podtón. Její srdce a paměť však zůstávaly zakotveny ve vzpomínkách na první osudovou lásku k muži, jehož jméno nikdy neprozradila.

## Život
Narodila se 20. června 1786 ve flanderském městečku Douai. Byla nejmladší ze čtyř sourozenců. Otec se živil jako malíř znaků a erbů, rodině se dařilo dobře. Po revoluci roku 1789, kdy byla většina zámků zpustošena, už však nikdo nepotřeboval emblémy a rodina se ocitla v bídě. Pomoc se rozhodla Marcelinina matka hledat u bohatého příbuzného, který měl plantáže v Karibiku. Na tuto strastiplnou cestu vzala ze svých dětí právě Marcelinu.
Tři roky se spolu potloukaly po Francii a snažily se vydělat si peníze na cestu. Marceline se například u jedné rodiny v Bordeaux, ač sama dítě, starala o sedm let mladšího chlapečka (shodou okolností se později stal jejím manželem). Když se konečně dcera s matkou dostaly na ostrov Guadeloupe v Karibiku, zjistily, že jejich cesta byla marná, neboť jejich příbuzný byl před nějakým časem zabit domorodci. Matka brzy po příjezdu na ostrov zemřela na žlutou zimnici a Marceline zde zůstala opuštěna. S velkými obtížemi se pak na podzim roku 1802 vrátila do Francie. Toto strastiplné dětství poznamenané bídou a křivdami v ní navždy zanechalo stopy.
Po návratu do Francie strávila nějaký čas doma u otce a živila se šitím. Pak ale odešla do Lille a Rouenu a zkusila své štěstí u divadla. Do Rouenu, kde dostala angažmá, za ní přijely i obě sestry a sdílely s ní domácnost. Marceline tedy opět trpěla chudobou, protože pomáhala k obživě i jim a ke všemu posílala nějaké peníze otci.
Roku 1804 dostala příležitost stát se členkou pařížského divadla Opéra Comique. Koncem roku 1806 již ale angažmá neobnovila pro nedostatečné příjmy. Poté debutovala v bruselském divadle Theatre de la Monnaie a měla velké úspěchy, ale příjmy opět nedostačovaly na obživu. Vrátila se do Paříže, kde se setkala s oním osudovým svůdcem, mužem, jenž je tak zásadní pro její poezii. Jeho jméno nikdy neprozradila, ale ve svých verších ho nazývala „Olivier“. Marceline se do tohoto vztahu pustila po hlavě, hluboce prožívala své domnělé štěstí, a přestože se od svého milovaného později snažila odejít, protože vycítila nebezpečí, nedokázala to. Když se Marcelině roku 1810 narodil syn, „Olivier“ se k němu odmítl znát. Marceline pochopila, že byla podvedena, opustila Paříž a odjela na venkov, kde žila pravděpodobně u jedné ze sester.
Roku 1816 její pětiletý chlapec onemocněl a zemřel, což Marcelinu zlomilo. Uzavřela se před světem a kromě cesty do práce, to jest do divadla, nikam nechodila ani s nikým nechtěla mluvit. Avšak roku 1817 se seznámila v divadle s mladým hercem Françoisem Prosperem Lanchantinem, řečeným Valmore. Ten o ni velmi stál, a proto se rozhodli vstoupit do manželství. Marceline sice nikdy nemohla zapomenout na svou lásku k „Olivierovi“, ale svého muže měla upřímně ráda. Jejich manželství bylo plné vzájemné úcty a dobroty. Brzy bylo také obdařeno dětmi, ne všechny se však dožily vyššího věku. Marceline i její manžel stále působili jako herci, aby svou rodinu uživili. Pak se ale Marceline rozhodla definitivně divadlo opustit. Jednak proto, že byly její úspěchy větší než Valmorovy, což mohlo do jejich vztahu vnést nesoulad, a pak také proto, že přibývalo starostí s dětmi, byla vyčerpaná porody a necítila se v divadle šťastná. Jediným příjmem se jim stal Valmorův plat. A protože se jakožto průměrný herec nikde dlouho neudržel, museli manželé i s dětmi často měnit bydliště.
Roku 1830 vydala Marceline velmi zralou sbírku Básně. O pět let později byla zvolena členkou lyonské Akademie. Město Lyon přirostlo Valmorovým k srdci, stále se sem vraceli a aktivně se zde zapojovali do společenského a politického života, mimo jiné i do povstání. Marceline se hojně zasazovala o zlepšení životních podmínek ve Francii, psala dopisy mocným, ve kterých prosila např. o odstranění trestu smrti apod. Kromě toho stále psala, a to nejen básně, ale také povídky, za které pobírala mzdu, a mohla tak alespoň trochu přilepšit rodinnému rozpočtu. Roku 1839 vyšla básnická sbírka Chudé kvítí, 1843 sbírky Nářky a Kytice a modlitby.
V průběhu let umřely Valmorovým další děti. Marcelinu přežil jen jediný syn. Zemřela 23. července 1859, ve věku třiasedmdesáti let. Se všemi poctami byla pochována na hřbitově na Montmartru, blízko hrobu Heinricha Heineho. Roku 1860 vyšly v Ženevě Nevydané básně, jejichž zveřejnění se už autorka nedožila, ale které stihla připravit k tisku. Svou poslední báseň napsala v létě 1857, dva roky před svou smrtí. Celých padesát let tedy leží mezi její první otištěnou básní a její básní poslední.
Marcelině Desbordes-Valmore se dostalo už za života mnoha projevů uznání od osobností, jako byl Balzac, Lamartine, Hugo nebo Baudelaire. Pokud tedy v povědomí širšího publika figurovala jako autorka druhého řádu, pak to bylo pro její vlastní skromnost.
Její dílo plně souznělo s romantismem, a proto přirozeně spolu s romantismem ustoupilo v šedesátých letech do pozadí. Avšak později četl a obdivoval její básně nejen Verlaine, který ji zařadil mezi prokleté básníky, nýbrž i Mallarmé, Anatole France, Marcel Proust a další. Ve 20. století jí vzdali hold i surrealisté. Dílo Marceliny Desbordes Valmore patří tedy k živým hodnotám francouzské poezie.

## Dílo
- Élégies et romances (1819)
- Elégies et Poésies nouvelles (1825)
- Poésies Inédites (1830)
- Les Pleurs (1833)
- Pauvres Fleurs (1839)
- Bouquets et prières (1843)
- Poésies posthumes (1860, posmrtně)
- Knížka něžností (česky 1945)